# Бронепалубные крейсера типа «Хай-Юн»
Крейсера типа «Хайжун» — серия из трёх бронепалубных крейсеров 3-го ранга военно-морских сил Китая. Строились в Германии в Штеттине на верфях фирмы «Вулкан». Составляли в первые десятилетия XX в. основу флота императорского Китая и Китайской республики.

## Представители
Были заказаны в Германии по программе возрождения китайского флота после поражения в первой японо-китайской войны 1894—1895 гг. наряду с более крупными крейсерами английской постройки
В январе 1897 г. по китайскому заказу в Штеттине было заложено сразу три крейсера:
«Хайжун» («Hai Yung», pinyin «Hairong», кит. трад. 海容) и «Хай- Чоу» («Hai Chou», pinyin «Haichou», кит. упр. 海筹) — спущены на воду 12 декабря 1897 г., введены в строй 12 декабря 1898 г.
«Хайчэнь» («Hai Chen», pinyin «Haichen», кит. трад. 海琛) — спущен на воду 1 января 1898 г., введён в строй 12 декабря того же года, одновременно с другими крейсерами.

## Описание конструкции
Строились по специальному проекту, не имевшему отношения к основным типам малых немецких бронепалубных крейсеров того времени. Были сходны с построенными чуть ранее в Японии бронепалубными крейсерами типа «Сума».
Корабли имели стальной корпус с таранным форштевнем, палуба с выраженными полубаком и полуютом, две трубы, две мачты с боевыми марсами. Две паровые машины с 8 котлами разгоняли 2700-тонный корабль до 19 узлов, что для крейсеров конца XIX в. было уже явно недостаточно. Главной защитой крейсера была выпуклая броневая палуба в 1,5 дюйма толщиной, усиленная на скосах до 3 дюймов. Боевая рубка была защищена 1,5-дюймовой бронёй, такой же толщины были щиты орудия.
Китайские крейсера отличались необычным для тогдашних крейсеров размещением основного артиллерийского вооружения по «треугольной схеме». Из трёх 15-см орудий фирмы Крупп два располагались побортно на возвышенном полубаке, одно — на полуюте (позднее у крейсеров осталось по два 15-см орудия, расположенных по «классической» схеме на носу и корме). Восемь 10,5-см крупповский орудий находились на верхней палубе по четыре по каждому борту, из них крайние могли вести огонь, соответственно, на нос или корму. Вспомогательное артиллерийское вооружение ограничивалось шестью 47-миллиметровыми орудиями. Крейсер также имел три 356-миллиметровых торпедных аппарата (носовой над форштевнем и два бортовых).

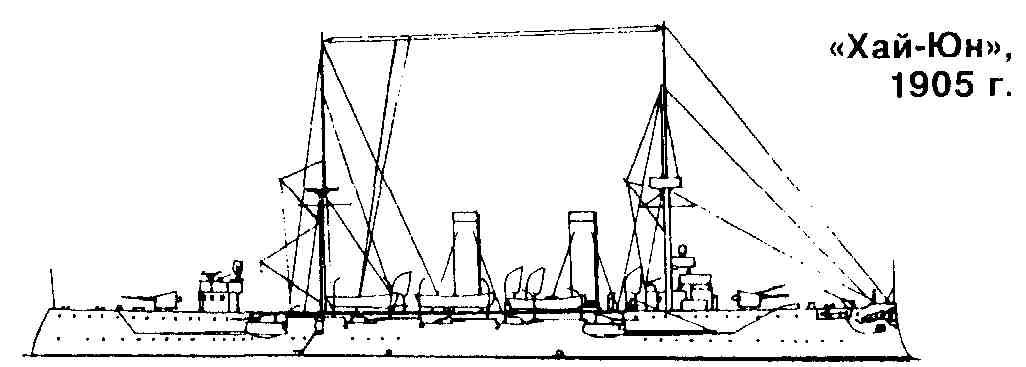
Схема крейсера «Хай-Юн»

Китайские корабли были вполне сопоставимы с крейсерами 3-го ранга других стран, но не могли противостоять более крупным кораблям вероятного противника, которым они уступали не только в вооружении, но и быстроходности. Фактически с момента ввода в строй новым китайским крейсерам была уготована роль кораблей береговой обороны, хотя в этом их существенным недостатком была слабая броневая защита и глубокая осадка.

## Служба в императорском флоте
Служба новых крейсеров в ВМС Империи Цин едва не закончилась в самом начале. После восстания ихэтуаней 1898—1901 гг., которое привело к взятию Пекина иностранными войсками и наложению на Китай огромной контрибуции, китайские власти решали вопрос о возможной продаже своих кораблей. Сначала желание приобрести три крейсера выразила Япония, затем Россия, вступившая осенью 1901 г. в переговоры по этому вопросу. Соглашение не было достигнуто из-за разногласий в цене: русские готовы были дать не более 5,6 млн руб., китайцы требовали 7 млн.. Очевидно, что ни Россия, ни Япония не считали китайские крейсера способными серьёзно усилить их военно-морскую мощь на Дальнем Востоке.
В 1904 г. находившийся в Чифу крейсер «Хайжун» оказался косвенно вовлечён в события русско-японской войны. В августе он разоружил прибывший для интернирования в нейтральный порт из Порт-Артура русский миноносец «Решительный», но не стал защищать его от последующего захвата японцами. В ноябре «Хайжун» доставил экипаж затопленного в Чифу русского миноносца «Расторопный» в Шанхай, чтобы передать на борт интернированной канонерки «Маньчжур».

## Участие в революции 1911 г
В сентябре 1911 г. произошло Учанское восстание, послужившее началом Синьхайской революции. 12 октября имперское правительство направило на подавление восстания свои войска и эскадру адмирала Са Чжэньбина, в том числе и крейсера типа «Хайжун». 16 октября, поднявшись по Янцзы, корабли обстреляли позиции восставших у Ханькоу (близ Учана, ныне вместе с ним в составе г. Ухань). В начале ноября Ханькоу был взят правительственными войсками, которые устроили там кровавую расправу над населением. Резня в Ханькоу оттолкнула от Цин многих её прежних сторонников. Адмирал Са увёл эскадру вниз по Янцзы, а вскоре перешёл со своими кораблями на сторону революции.

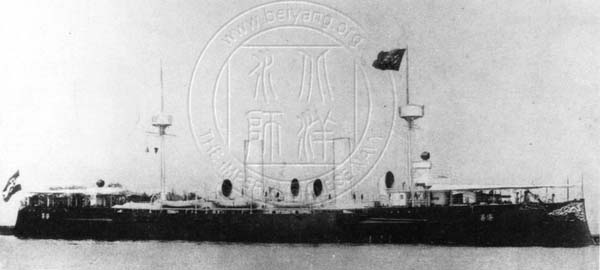
Крейсер «Хай-Чоу»

Когда правительственные войска продолжили наступление на соседний с Ханькоу Ханьян, то на помощь восставшим пришёл флот. Командир находившейся в Ханьяне в качестве стационера канонерки «Маньчжур» сообщал, что 19, 20 и 24 ноября два китайских крейсера и миноносец под революционными флагами приходили снизу Янцзы и обстреливали позиции «империалистов». При этом в боях с береговыми батареями особо отличился крейсер «Хайжун», на котором было 1 убитый и 6 раненых. Для борьбы с крейсерами правительственным войскам пришлось доставить в Ханьян по железной дороге тяжёлые орудия..

## Служба при республике
После завершения революции и установления в Китае республиканского строя крейсера были распределены между эскадрами. «Хайжун» и «Хайчоу» перешли в Центральный флот с базированием на Шанхай, «Хай-Чжэнь» — в Южный флот в Кантоне (Гуанчжоу). 27 апреля 1916 г. крейсер «Хайжун» в густом тумане столкнулся близ Фучжоу с военным транспортом «Синью», на котором перевозилось более тысячи солдат и офицеров. Транспорт затонул, с него удалось спастись лишь 30 человек. Эта катастрофа была крупнейшим морским происшествием в Китае со времени потопления японцами транспорта «Гаошэн» во время боя у Асана в 1894. В июле 1918 г. «Хайжун» был направлен во Владивосток в составе международной эскадры стран Антанты, приняв таким образом участие в иностранной интервенции во время гражданской войны в России. «Хайжун» находился во Владивостоке до 1919 г.
В 1920 г. внутренние конфликты начались уже в самом Китае. В апреле 1922 г. во время войны утвердившейся в Пекине «Чжилийской клики» с правившем в Маньчжурии Чжан Цзолинем военно-морской министр пекинского правительства адмирал Са Чжэньбин с крейсерами «Хайжун» и «Хайчоу» бомбардировал маньчжурские позиции у Шанхайгуань, что во многом определило поражение Чжан Цзолиня. Третий крейсер серии — «Хайчэнь» — в то время находился в силах другого лагеря, поскольку власти Кантона поддерживали Чжан Цзолиня как союзника в борьбе с Пекином. В январе 1924 г. корабли кантонской эскадры перебазировались в Циндао, поближе к месту основных боёв, но, видимо, не принимали в них участия.

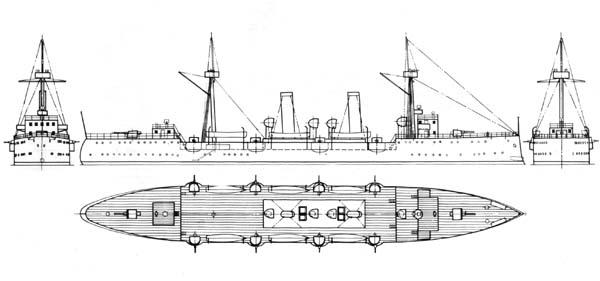
Схема крейсера «Хай-Юн» после модернизации

С 1927 г. после установления в Китае относительно стабильного режима партии Гоминьдан во главе с Чан Кайши «Хайжун» и «Хайчоу» вновь находились в составе Центрального флота в низовьях Янцзы, где никак не проявили себя во время кратковременного военного конфликта с Японией в январе-марте 1932 г. «Хай-Чжэнь» до июля 1933 г. пребывал в Циндао, после чего вышел из подчинения командования Северо-Восточного флота и ушёл в Кантон. К началу 30-х годов крейсера окончательно устарели, тем не менее из-за недостатка в китайских ВМС более современных кораблей продолжали оставаться в строю. Они прошли модернизацию, в частности, с заменой двух располагавшихся на полубаке 6-дюймовых орудий на одно — в диаметральной плоскости. В кормовой части было установлено 40-миллиметровое автоматическое зенитное орудие «пом-пом».
21 июня 1935 г. старые крейсера-систершипы стали участниками инцидента близ Гонконга между кораблями Кантонской и Шанхайской эскадр. Шанхайская эскадра (лёгкие крейсера «Нинхай» и «Инжуй», бронепалубные крейсера «Хайжун» и «Хайчоу» и канонерка «Юнсян») противостояла кантонским кораблям

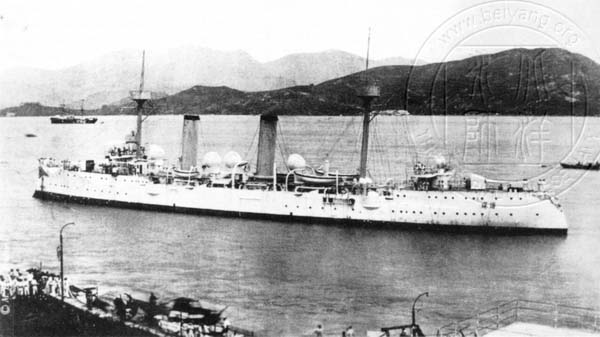
Крейсер «Хай-Чжэнь» (после модернизации)

— «Хайчэнь» и больший крейсер «Хайци», которые по указанию Чан-Кайши должны были перебазироваться в Нанкин, но подозревались шанхайцами в намерении уйти к японцам в Маньчжоу-го. Когда «Нинхай» открыл предупредительный огонь, «Хайчэнь» вместе с «Хайци» ушёл в Гонконг и только после переговоров прибыл в июле в Нанкин.
Когда началась японо-китайской войны 1937—1945 гг. все три старых крейсера были 11 августа 1937 г. затоплены в числе других военных и гражданских судов у г. Цзянцзин в низовьях Янцзы (160 км к западу от Шанхая) для заграждения речного фарватера, чтобы не допустить японские корабли к Нанкину.